# Suore francescane del Sacro Cuore
Le Suore Francescane del Sacro Cuore (in inglese Franciscan Sisters of the Sacred Heart; sigla O.S.F.) sono un istituto religioso femminile di diritto pontificio.

## Storia
Le origini della congregazione si ricollegano a quelle delle francescane del Divin Cuore di Gesù, fondate in Germania dal sacerdote Wilhem Berger: nel 1876, a causa del Kulturkampf, un gruppo di religiose dell'istituto lasciò il paese e, sotto la guida di suor Anastasia Bischler, emigrò negli Stati Uniti d'America.
Il sacerdote Dominic Duehmig raccomandò il gruppo a Joseph Dwenger, vescovo di Fort Wayne, che le invitò a stabilirsi nella sua diocesi: le suore fissarono la loro sede prima ad Avilla, poi a Joliet e quindi a Mokena.
Il ramo statunitense si rese autonomo dalla congregazione tedesca nel 1885 e nel 1892 l'istituto ricevette il pontificio decreto di lode; le sue costituzioni ottennero l'approvazione definitiva della Santa Sede il 16 luglio 1898 e il 19 giugno 1905 la congregazione fu aggregata all'ordine dei frati minori.

## Attività e diffusione
Le suore si dedicano all'educazione della gioventù e alla cura dei malati.
Oltre che negli Stati Uniti d'America, sono presenti in Brasile; la sede generalizia è a Frankfort, in Illinois.
Alla fine del 2015 l'istituto contava 68 religiose in 22 case.